# Photedes delattini
Photedes delattini är en fjärilsart som beskrevs av Zoltan Varga 1970. Photedes delattini ingår i släktet Photedes och familjen nattflyn. Inga underarter finns listade i Catalogue of Life.